# Чугунка (приток Чичкаюла)
Чугунка — река в Томской области России, левый приток Чичкаюла. Устье реки находится в 123 км от устья Чичкаюла по левому берегу. Протяжённость реки 17 км.
В 3 км от устья по правому берегу впадает река Светлая.

## Данные водного реестра
По данным государственного водного реестра России относится к Верхнеобскому бассейновому округу, водохозяйственный участок реки — Чулым от водомерного поста села Зырянское до устья, речной подбассейн реки — Чулым. Речной бассейн реки — (Верхняя) Обь до впадения Иртыша.
Код водного объекта — 13010400312115200021766.